# 鬼来电 (电影)
《鬼來電》（日语：着信アリ），改編自小說《鬼来电》的電影，是由三池崇史執導，由柴咲幸、堤真一和吹石一惠主演，2004年1月17日於日本東寶系院線上映。此片在日本締造了15億票房。

## 登場人物
| 劇名       | 演員                  |
| ---------- | --------------------- |
| 中村由美   | 柴咲幸                |
| 山下弘     | 堤真一                |
| 小西夏美   | 吹石一惠              |
| 岡崎陽子   | 永田杏奈              |
| 本宮勇作   | 石橋蓮司              |
| 河合健一   | 井田篤                |
| 水沼美美子 | 大島かれん            |
| 水沼奈奈子 | 清水聖波              |
| 水沼マリエ | 筒井真理子            |
| 丘         | 岸谷五朗 （特別出演） |
| 藤枝一郎   | 松重豐                |
| 山下律子   | 竹花梓                |

## 幕後團隊
- 原作：秋元康
- 編劇：大良美波子
- 監製：佐藤直樹﹑有重陽一
- 導演：三池崇史
- 配樂：遠藤浩二
- 企劃：秋元康
- 攝影：山本英夫
- 燈光：松隈信一
- 錄音：中村淳
- 剪接：島村泰司
- 製作：黑井和男
- 美術：稻垣尚夫
- 執行製作：大川裕
- 助理監督：加藤文明
- 裝飾：山田好男
- 音效：柴崎憲治
- 電繪監製：坂美佐子

## 主題曲
《／幾重天》
- 作詞：秋元康
- 作曲：Jin Nakamura
- 編曲：CHOKKAKU
- 演唱：柴咲幸

## 外部連結
- 互联网电影数据库（IMDb）上《鬼来电》的资料（英文）
- AllMovie上《鬼来电》的资料（英文）
- Metacritic上《鬼来电》的資料（英文）